# Monism
Monismul (gr. monos = unul, unic, singur) este o concepție  filozofică conform căreia în Univers există o singură substanță, temei pentru tot ceea ce există.
Monismul se caracterizează prin explicarea consecventă a tot ceea ce există printr-un singur principiu: materia (monismul materialist) sau spiritul (monismul idealist).
Termenul a fost introdus de Christian Wolff în 1728.
Filosoful olandez Baruch Spinoza explica monismul prin aceea că există o singură substanță care este Dumnezeu. Dumnezeu este identic cu natura și dizolvat în natură. El este creator, și atunci dacă natura este Dumnezeu, înseamnă că ea însăși se creează pe sine. Pornind de la această viziune, Roger Scruton afirmă că „monismul lui Spinoza generează o idee paradoxală în legătură cu persoana umană. Se pare că persoana individuală nu este deloc un individ. Și nici altceva. Filozoful pare să nege identitatea, separabilitatea și suficiența de sine a persoanei, iar omul, ca parte a naturii, nu pare să fie în schema lucrurilor un aspect mai important decât sunt stâncile, pietrele sau copacii”.
Pe această temă, René Guénon scria că: „Dacă … vrem să rezolvăm opoziția la care dualismul nu vrea cu nici un chip să renunțe, sunt posibile mai multe soluții. ... Se poate spune că monismul se caracterizează esențialmente prin aceea că, neadmițând existența unei ireductibilități absolute, și vrând să surmonteze opoziția aparentă, crede că parvine la îndeplinirea scopului său reducând unul dintre cei doi termeni la celălalt. Fiind vorba în particular de opoziția dintre spirit și materie, avem astfel, pe de o parte, monismul spiritualist, care pretinde să reducă materia la spirit, și pe de altă parte, monismul materialist, care pretinde dimpotrivă să reducă spiritul la materie”.
Ioan Petru Culianu scria că în accepția filozofică a termenului „monism”, ar trebui considerate ca „dualiste” toate sistemele în care ființa este transcendentă în raport cu lumea. Accentul se pune, în acest caz, pe faptul că numai doctrinele panenteiste, panteiste, imanenteiste sau pur materialiste pot fi „moniste”.
Cugetătorul român Mircea Florian manifestă o atitudine mai mult decât rezervată față de monism care „a știut să valorifice până la absurd o așa-numită năzuință nestăpânită a spiritului spre unitate, spre sinteză”. În opinia sa, monismul este un „focar de sofisme al căror izvor este în convingerea că lumea este un fel de Individ infinit care rămâne același, imutabil, în mijlocul transformărilor”.
Isaiah Berlin a demonstrat că monismul filosofic este o primejdioasă iluzie, că libertatea de opresiuni, de constrângeri exterioare este chiar mai importantă decât aceea de a acționa autonom, că nevoia de apartenență ține de condiția umană, că în Republica Spiritului nu se intră cu bocancii, că este nevoie de decență, de respect pentru idei, de empatie chiar și cu gânditorii pe care poate nu îi iubești.
Neutrosofia care are un punct de vedere pluralist, consideră că lumea este conturată de o infinitudine de nuanțe separate și ultime. În acest context, ea introduce noțiunea de monism neutru care afirmă că realitatea ultimă nu este nici fizică nici mentală.